# Convento de San Bartolomé (Valladolid)
El convento de San Bartolomé fue un antiguo convento situado en la ciudad de Valladolid, España, en la margen derecha del río Pisuerga junto al Puente Mayor, en la actual plaza de San Bartolomé.

## Historia
Perteneció a las Religiosas de la Santísima Trinidad. Francisco Diez de Hurtado, de oficio platero y regidor de Valladolid, y su esposa María Ovalle, le edificaron sobre las ruinas del Hospital de San Bartolomé, del que tomó su advocación y que en los tiempos anteriores se alzaba fuera del Puente Mayor y en las inmediaciones de este. Así lo atestiguaba una inscripción que según Juan Antolínez de Burgos en su Historia de Valladolid, corría alrededor de su iglesia. Su edificación terminó en 1632 y el día 3 de mayo de 1634 fue bendecido solemnemente por Antonio Valdés de Herrera, vallisoletano y obispo de Mondoñedo y luego de Oviedo y Osma. 
Tres religiosas tomaron posesión del mismo el día 27 de mayo de 1634. En lo referente a su iglesia y convento, destaca la noticia publicada por Gumersindo Marcilla en el periódico La Libertad, correspondiente al 8 de febrero de 1892, bajo el epígrafe Datos para la Historia de Valladolid, n.º 144:

«En este derruido convento que en 1632 y en el sitio que antiguamente ocupara la ermita de San Bartolomé, levantó Francisco Díaz Hurtado, rico platero de esta ciudad, la clave de la bóveda de la media naranja, remataba con un escudo de las armas de los fundadores, en cuyo primer y cuarto cuartel, ostentaba banda azul y sobre ella el águila del sabio en campo de plata; en el segundo, castillo de oro almenado en campo azul; y en el tercero, águila semejante á la de arriba en el mismo campo de plata y sin bandar».

Las religiosas celebraron una gran función religiosa en su iglesia por la solemne beatificación de Simón de Rojas, el domingo 5 de octubre de 1766, diciendo «la misa Don Francisco del Cabo, canónigo de esta Santa Iglesia; asistieran de particular el cabildo, con diácono y subdiácono, sacristán mayor, pertiguero, perrero y monacillos; ofició la misa la comunidad de religiosas, y predicó Don Francisco Blanco, canónigo de la Santa Iglesia», según cita Ventura Pérez en su Historia de Valladolid. 
El convento de religiosas trinitarias de la Santísima Trinidad, sufrió mucho durante la invasión francesa, siendo desmantelado en 1812. Finalmente, el 23 de abril de 1837 fue derribado y sus monjas trasladadas al Monasterio de Jesús y María de la ciudad. En el solar que resultó se formó la plaza de San Bartolomé, con sus árboles y asientos de piedra. En ella se estableció la estación de San Bartolomé de la Compañía del Ferrocarril Económico de Valladolid a Medina de Rioseco.